# Gaildorf
Gaildorf è un comune tedesco di 12 408 abitanti,, situato nel land del Baden-Württemberg.